# Блумбург (Тексас)
Блумбург (енгл. Bloomburg) град је у америчкој савезној држави Тексас. По попису становништва из 2010. у њему је живело 404 становника.

## Демографија
Према попису становништва из 2010. у граду је живело 404 становника, што је 29 (7,7%) становника више него 2000. године.
| Група             | 2000.       | 2010.       |
| Белци             | 297 (79,2%) | 330 (81,7%) |
| Афроамериканци    | 66 (17,6%)  | 46 (11,4%)  |
| Азијати           | 0 (0,0%)    | 1 (0,2%)    |
| Хиспаноамериканци | 8 (2,1%)    | 17 (4,2%)   |
| Укупно            | 375         | 404         |